# Verena Stangl (Model)
Verena Stangl (* 4. August 1990) ist ein deutsches Playmate und Model.

## Leben
Verena Stangl stammt aus Weiden in der Oberpfalz. Sie hat Germanistik und Sport an der Universität Regensburg studiert und wurde erst im Juni 2013 als Playmate des Monats und dann 2014 zum Playboy-Playmate des Jahres gekürt. Sie ist die erste Ostbayerin, die sich den Titel geholt hat. Sie konnte sich bei der Onlineabstimmung gegen ihre elf Konkurrentinnen durchsetzen. Im November 2013 machte sie beim TV total Turmspringen von ProSieben mit. Zusammen mit November-Playmate Victoria Paschold aus Leipzig sprang sie vom 3-Meter-Brett.
Im Rahmen von PETA appellierte Stangl an die Bundesregierung, ein Verbot von Wildtieren im Zirkus umzusetzen. Gleichzeitig bittet sie die Öffentlichkeit, Zirkusse mit Wildtieren zu meiden und sich für Wildtiere in Gefangenschaft starkzumachen. Ab Ende Oktober 2014 war über das Wochenblatt Regenburg ein Kalender für 2015 mit erotischen Fotos von Stangl erhältlich. Im Dezember 2015 hat Stangl einen Kalender für 2016 von sich herausgegeben, der in der Buchhandlung „Stangl & Taubald“ verkauft wurde. Ende November 2016 folgte ein Kalender für 2017.